# Sergij (Šein)
Svatý Sergij (světským jménem: Vasilij Pavlovič Šein; 30. prosince 1870, Kolpna – 13. srpna 1922, Petrohrad) byl kněz ruské pravoslavné církve, archimandrita a mučedník.

## Život
Narodil se 30. prosince 1870 ve vesnici Kolpna jako syn koležského sekretáře Pavla Vasiljeviče Šeina a jeho manželky Natalie Akimovny. Pocházel ze starého šlechtického rodu.
Roku 1893 vystudoval pravnickou fakultu a stal se asistentem hlavního tajemníka senátu a asistentem státního tajemníka. V letech 1908–1912 byl vedoucím legislativního oddělení Kanceláře Státní dumy. Roku 1912 se stal členem dumy. Byl členem frakcí ruských nacionalistů a umírněné pravice. Roku 1915 se stal členem Progresivního bloku.
V letech 1917–1918 byl členem místní rady Ruské pravoslavné církve a stal se jejím sekretářem.
Dne 12. září 1920 byl postřižen na monacha a přijal jméno Sergij na počest svatého Sergeje Radoněžského. Krátce nato byl vysvěcen na jereje a byl povýšen do hodnosti archimandrity.
Byl místopředsedou představenstva Sjednocených petrohradských pravoslavných farností.
V roce 1922 byl zatčen a od 10. června 1922 byl jedním z hlavních obžalovaných v petrohradském procesu „případ odporu proti zabavení církevního majetku “. Dne 5. července 1922 byl odsouzen k trestu smrti. Byl zastřelen 13. srpna 1922 spolu s metropolitou Veniaminem (Kazanskim), právníkem Ivanem Kovšarovem a profesorem Jurijem Novickim.
Dne 5. dubna 1992 jej Ruská pravoslavná církev svatořečila jako mučedníka a byl zařazen mezi Sbor všech novomučedníků a vyznavačů ruských.
Jeho svátek je připomínán 13. srpna.